# Indywidualne mistrzostwa Nowej Zelandii na żużlu
Indywidualne Mistrzostwa Nowej Zelandii w sporcie żużlowym to rozgrywany corocznie cykl turniejów wyłaniających mistrza Nowej Zelandii.